# Bernard Lugan
Bernard Lugan (Meknes (Marokko), 10 mei 1946) is een Franse historicus en schrijver.
Na ruim tien jaar te hebben gedoceerd aan de Nationale Universiteit van Rwanda is hij sinds 1982 verbonden aan de naar Jean Moulin vernoemde universiteit in Lyon.
Naast een historische atlas van Afrika publiceerde Lugan tientallen boeken over onder meer Rwanda, waar hij jarenlang woonde en werkte, zijn geboorteland Marokko, Egypte en Zuid-Afrika. 
Lugan is als expert verbonden aan het door de Verenigde Naties in het leven geroepen Rwanda-tribunaal. Jarenlang presenteerde hij samen met Philippe Conrad en Dominique Venner maandelijks een aan historische onderwerpen gewijde radio-uitzending op Radio Courtoisie.
In 2001 werd de Prix Daudet aan hem toegekend.

## Recente werken
- Le Safari du Kaiser, La Table Ronde, Paris, 1987, 231 p. ISBN 9782710392309
- Huguenots et Français : ils ont fait l'Afrique du Sud, La Table ronde, Paris, 1988, 296 p.
- History of South Africa, Garzanti Publishing, 1989, 1st éd. : Perrin, coll. « Vérités et légendes », Paris, 1986, 272 p.
- Afrique : l'histoire à l'endroit, Perrin, coll. « Vérités et légendes », 1989, 285 p.  Rééd. : 1996
- The Last Boer Commando: A French Volunteer in the Anglo-Boer War, 1900-1902, éd. du Rocher, 1989
- Villebois-Mareuil, le La Fayette de l'Afrique du Sud, éd. du Rocher, 1990
- When Africa was German, Jean Picollec, coll. « Documents dossiers », Paris, 1990, 267+16 p. ISBN 2-86477-108-X
- Afrique, bilan de la décolonisation, 1st éd. : Perrin, coll. « Vérités et légendes », Paris, 1991, 304 p. Rééd. : 1996
- La Louisiane française : 1682-1804, Perrin, coll. « Vérités et légendes », Paris, 1994, 273 p. Titre alternatif : Histoire de la Louisiane française : 1682-1804
- Afrique : de la colonisation philanthropique à la recolonisation humanitaire, C. de Bartillat, coll. « Gestes », Étrépilly, 1995, 390 p.
- The French People Who Made South Africa, Bartillat, coll. « Gestes », Étrépilly, 1996, 430 p. ISBN 2-84100-086-9
- Histoire du Rwanda : de la préhistoire à nos jours, Bartillat, Paris, 1997, 606 p.
- La guerre des Boers : 1899-1902, éd. Perrin, Paris, 1998, 364+8 p.
- History of Morocco, éd. Perrin et éd. Critérion, coll. « Pour l'histoire », Paris, 2000, 363 p.
- Atlas historique de l'Afrique des origines à nos jours, Éd. du Rocher, Paris, Monaco, 2001 (2nd ed. 2018), 268 p. ISBN 978-2268096445
- Histoire de l'Égypte, des origines à nos jours, éd. du Rocher, Paris, Monaco, 2002, 290 p. ISBN 978-2268081670
- Douze années de combats judiciaires (1990-2002), Lyon, Édition de l’Afrique réelle, s.d.
- African Legacy; Solutions for a Community in Crisis, Carnot, 224p, 2003, ISBN 1-59209-035-4.
- Rwanda : le génocide, l'Église et la démocratie, éd. du Rocher, Paris et Monaco, 2004, 234 p. ISBN 978-2268050607
- François Mitterrand, l'armée française et le Rwanda, éd. du Rocher, Paris, Monaco, 2005, 288 p. ISBN 978-2268054155
- Rwanda. Contre-enquête sur le génocide, éd. Privat, 2007, ISBN 978-2708968752
- Rwanda : Un génocide en questions, Editions du Rocher, 2014, ISBN 978-2-26807-579-2 ( presentatie online https://web.archive.org/web/20140508093731/http://www.editionsdurocher.fr/Rwanda--un-genocide-en-questions_oeuvre_11283.html )
- Osons dire la vérité à l'Afrique, Monaco-Paris, France, Éditions du Rocher, 2015, 224 p. ISBN 978-2-268-07740-6
- Histoire de l'Afrique du Nord (Egypte, Libye, Tunisie, Algérie, Maroc) : Des Origines à nos jours, Éditions du Rocher, 736 p., 2016, ISBN 978-226808-167-0
- Rwanda. Contre-enquête sur le génocide, éd. Privat, 2007.
- Les Guerres du Sahel : des origines à nos jours, L'Afrique réelle, 2019
- Dix ans d'expertises devant le Tribunal pénal international pour le Rwanda (TPIR), L'Afrique réelle, 2020
- Esclavage : l'histoire à l'endroit, L'Afrique réelle, 2020
- Pour répondre aux « décoloniaux », aux islamo-gauchistes et aux terroristes de la repentance, Éditions Bernard Lugan, 264 p., 2021
- Colonisation, l'histoire à l'endroit : Comment la France est devenue la colonie de ses colonies, L'Afrique réelle, 240 p., 2022, (ISBN 978-2-492-47709-6)
- Histoire du Sahel, Éditions du Rocher, 2023, 224 pages, (ISBN 978-2268108582)
- Histoire des Berbères, Paris et Monaco, Éditions du Rocher, 2024, 240 p. (ISBN 978-2268110165)
- Histoire des Algéries : des origines à nos jours, 2025, 304p,  Ellipses (ISBN 978-2340099586)